# Brasa Dormida
Brasa Dormida é um filme brasileiro de 1928, dirigido por Humberto Mauro.
Considerado pelos críticos de cinema, um dos melhores filmes nacionais de todos os tempos, Brasa Dormida foi realizado pelo "pai" do cinema nacional Humberto Mauro, e lançado em 4 de março de 1929.

## Elenco
- Nita Ney (Anita Silva)
- Luiz Soroa (Luis Soares)
- Máximo Serrano (Máximo)
- Pedro Fantol (Pedro Bento)
- Rozendo Franco (empregado antigo)
- Côrte Real (Carlos Silva)
- Pascoal Ciodaro (amigo de Carlos Augusto Barros)
- Haroldo Mauro (torcedor do Jockey Club)
- Juca de Godoy (torcedor do Jockey Club)
- Bruno Mauro
- Ben Nill
- Lelita Rosa
- Carmen Violeta
- Silvio Schnoor
- Chico Soroa
- João Pacheco